# Strangalia eickworti
Strangalia eickworti är en skalbaggsart som beskrevs av Chemsak och Noguera 1997. Strangalia eickworti ingår i släktet Strangalia och familjen långhorningar. Inga underarter finns listade i Catalogue of Life.